# The Red Menace
The Red Menace ist ein US-amerikanisches Filmdrama aus dem Jahr 1949 von R. G. Springsteen mit Robert Rockwell in der Hauptrolle. Der Film noir, eine Produktion von Republic Pictures, war einer der ersten antikommunistischen Filme, die Ende der 1940er und Anfang der 1950er Jahre auf dem Höhepunkt der McCarthy-Ära entstanden.

## Handlung
Während einer Fahrt durch Arizona sprechen Bill Jones und Nina Petrovka voller Angst über die Menschen, die sie in Kalifornien zurückgelassen haben. Beide denken darüber nach, was sie zu ihrer Flucht veranlasst hat.
Nach ihrer Rückkehr aus dem Krieg versuchen Bill Jones und seine Verlobte, ein Haus zu kaufen, werden jedoch von einem nicht lizenzierten Immobilienmakler um ihre Ersparnisse betrogen. Bill beschwert sich bei den Beamten des „Veteran’s Service Center“, wird jedoch ignoriert. Jack Tyler hat Bills Beschwerde mitgehört, folgt ihm und bietet ihm einen Drink an. In einer örtlichen Bar trifft Bill Jacks Freunde Yvonne Kraus, die irisch-amerikanische Mollie O’Flaherty und einen jüdisch-amerikanischen Dichter namens Henry Solomon und erhält Worte des Mitgefühls, als er erklärt, dass seine Verlobte ihn verlassen hat, nachdem sie betrogen wurden. Jack besucht seinen Freund, den schwarzen Schriftsteller Sam Wright, in einer Zeitungsredaktion, die vom kommunistischen Parteiführer Earl Partridge geleitet wird, wo ein Reporter entlassen wurde, weil er über die Kommunistische Partei gesprochen hatte. Da die Partei weiß, dass der Reporter abgeschoben und damit zum Märtyrer gemacht wird, informiert sie die Einwanderungs- und Einbürgerungsbehörde über seine kommunistischen Aktivitäten. Im Gespräch mit Bill lobt Mollie die Partei für ihre Bemühungen, Juden und Schwarzen zu helfen.
Am nächsten Tag nimmt Jack in Begleitung der schönen russischen Parteiführerin Nina Petrovka an einer gewalttätigen Protestversammlung verärgerter Veteranen bei der korrupten „Hillside Realty Co.“ teil. Als Parteimitglieder einen Aufstand anzetteln, fliehen Bill und Nina in einen Vergnügungspark auf der anderen Straßenseite. Während sie im Riesenrad fahren, erklärt Nina, dass sie in der Parteizentrale Marxismus lehrt. Einige Zeit später, als ein italienisch-amerikanischer Student namens Reachi Yvonnes Aussagen in Frage stellt, nennt sie ihn einen „von Mussolini gezeugten Dago“, woraufhin er zusammengeschlagen und gedemütigt wird. Als Parteimitglieder ihn töten, beginnt Nina, ihre Rolle in der Partei in Frage zu stellen. Sie beschließt, Earl anzurufen und ihm mitzuteilen, dass sie krank ist und an der Versammlung an diesem Abend nicht teilnehmen kann. Als Yvonne später sieht, wie Bill und Nina gemeinsam gehen, berichtet sie Partridge davon. Zur gleichen Zeit besucht der Gemeindepfarrer Pater O’Leary, der von Mollies kommunistischem Engagement weiß, die junge Frau, um die Vereinigten Staaten, den „Schmelztiegel“ der Welt, zu loben. Bei einer Parteiversammlung liest Henry ein Gedicht vor, das er geschrieben hat und das darauf hindeutet, dass Marx in seinen Theorien nicht völlig originell war, sondern tatsächlich auf den Ideen anderer großer Denker aufbaute. Die Parteiführer sind über Henrys Aussagen beunruhigt, und als er sich weigert, sie zurückzunehmen, drängen sie ihn aus der Partei. Henry kritisiert Parteifunktionäre, die behaupten, Rassendiskriminierung zu bekämpfen, und erinnert andere Mitglieder wiederholt an ihre ethnische Zugehörigkeit. Selbst nachdem er die Partei verlassen hat, wird Henry wiederholt aus schlecht bezahlten Jobs entlassen, weil die Partei seinen Arbeitgebern immer wieder von seinen kommunistischen Aktivitäten erzählt.
Einige Zeit später gibt Henry Sam in der Zeitungsredaktion einen Brief, den er Mollie im Falle seines Todes überbringen soll. Später, als er versucht, Partridge davon abzuhalten, Mollie für ihr Gespräch zu disziplinieren, springt Henry aus seinem Bürofenster in einem Hochhaus in den Tod. Nachdem Sam davon erfährt, überbringt er den Brief, in dem er Mollie anfleht, zur Kirche und zu ihrer Mutter zurückzukehren, was sie auch tut. Bill, der Nina bereits gesagt hat, dass er mit den Methoden der Partei nicht einverstanden ist, teilt ihr mit, dass die Partei ihn verwarnen wird, und sie beschließen, gemeinsam zu fliehen. In der Zwischenzeit verhören Beamte des Einwanderungs- und Einbürgerungsamts Yvonne, bis sie zugibt, dass sie in Wirklichkeit eine Dissidentin namens Greta Bloch ist, die Yvonnes Platz einnahm, nachdem sie von Parteibeamten ermordet worden war. Yvonne wird daraufhin hysterisch und weggebracht. Später bekommt Sam Besuch von seinem Vater, der ihm erzählt, dass ihr Kirchenvorsteher sagt, dass es in kommunistischen Ländern mehr Sklaven gibt als irgendwo sonst, und ihn drängt, nach Hause zu kommen. Bevor er mit seinem Vater geht, schreibt Sam einen kurzen Nachruf, in dem er Henry als Helden lobt. Als ein Beamter seine Worte später liest, verflucht er den „afrikanischen Undankbaren“.
Bill und Nina glauben, dass die Partei versucht, sie festzunehmen, fliehen mit dem Auto und beschließen nach vielen Stunden auf der Straße, bei einer Polizeistation in Texas anzuhalten. Sie erklären dem Sheriff von Talbot ihre missliche Lage, der sie ruhig daran erinnert, dass sie in einem freien Land leben und keinen Grund haben, wegzulaufen. Auf dem Weg nach draußen treffen Bill und Nina einen kleinen Jungen, der ihnen erzählt, dass die Stadtbewohner den freundlichen Sheriff „Uncle Sam“ genannt haben.

## Hintergrund
Der Arbeitstitel des Films war Fathoms Deep. Laut einem Presseartikel vom 6. Mai 1949 wählte Republic diesen Titel, um die Natur des Filmthemas zu verschleiern. Der Artikel fügte hinzu, dass „der Produzent des Films niemals offiziell identifiziert wird (…) weil seine Familie anfällig für Repressalien ist.“
Während Republic-Präsident Herbert Yates als ausführender Produzent genannt wird, wird kein Produzent genannt. Lloyd G. Davies wird in der Besetzungsliste zweimal genannt, zuerst als „Inspector O’Toole“ und dann als „Lloyd G. Davies, Mitglied des Stadtrats von Los Angeles, Kalifornien“, der Erzähler. Laut einer Notiz in der Filmdatei in der AMPAS-Bibliothek war der Film ursprünglich von Irving Allen und James S. Burkett als unabhängige Produktion geplant. Eine Pressemeldung gibt an, dass „500 Personen für die neun Hauptrollen des Films und seine 10 Nebendarsteller interviewt wurden.“ Republic wählte absichtlich Unbekannte für die Besetzung aus, viele der Darsteller gaben in dem Film ihr Filmdebüt.
Einem weiteren Artikel zufolge wurde der Film an einem geschlossenen Set gedreht. Als der Inhalt der Geschichte an die Presse durchsickerte, griff die kommunistische Zeitung People’s World den Film scharf an und zitierte wörtlich aus dem Drehbuch. In einem Presseartikel vom 15. Mai 1949 wurde der Autor Albert DeMond mit den Worten zitiert: „Im Studio arbeiten Kommunisten, das weiß ich (…) So sind sie auf das Drehbuch gekommen.“
In der Presse hieß es, Republic habe zur Bewerbung des Films seine bis dahin umfangreichste Werbekampagne gestartet und nannte sie „die beeindruckendste Verwertungskampagne in (…) der Geschichte der Filmbranche“. In einer nicht identifizierten, undatierten Meldung in der AMPAS-Bibliothek hieß es, Republic habe den Film wegen „enttäuschender Einspielzahlen“ mehrere Monate nach seiner Premiere aus dem Kino genommen und plane, den Film erheblich zu überarbeiten und unter dem Titel Underground Spy neu herauszubringen. Anzeigen für den Film vom November 1953 deuten darauf hin, dass der Film tatsächlich unter dem neuen Titel wiederaufgeführt wurde.
Einer Nachrichtenmeldung vom 28. Mai 1949 zufolge erhielt Yates nach der Veröffentlichung des Films eine besondere Auszeichnung vom Komitee für unamerikanische Umtriebe, in der es hieß: „In Anerkennung des großen Beitrags, den die Republic Studios im Kampf gegen jene Kräfte geleistet haben, die das amerikanische Volk der Freiheiten berauben wollen, die uns allen so sehr am Herzen liegen, spricht der Senatsausschuss den Republic Studios und den Personen seine Anerkennung aus, die bei dieser Produktion so mutig mitgewirkt haben.“
John McCarthy Jr. und James Redd waren für das Szenenbild zuständig, Adele Palmer für die Kostüme. Die Brüder Theodore und Howard Lydecker schufen die Spezialeffekte.

## Veröffentlichung
Die Premiere des Films fand am 9. Juni 1949 in Los Angeles statt. In Österreich kam er am 24. März 1950 in die Kinos.

## Kritiken
Bosley Crowther von der The New York Times schrieb, es sehe eher so aus, als hätte das Studio es auf das Wort seines Präsidenten Herbert Yates als ernste Warnung vor „heimtückischen Kräften“ verstanden, die unser Land von innen heraus bedrohen. Aber die Ungeschicklichkeit der Intrigen und die Grausamkeit, mit der sie gespielt werden, machen die „Bedrohung“ unscheinbar und die Täter seltsam absurd.
Neil Dodson Russell vom St. Paul Recorder beschrieb den Film merkwürdiges Durcheinander aus Kitsch, Melodrama und Wunschdenken.